# Marie Höbinger
Marie Höbinger (Wenen, 1 juli 2001) is een voetbalspeelster uit Oostenrijk. Ze speelt als middenvelder en aanvaller voor Liverpool LFC in de FA Women's Super League.
Marie Höbinger begon haar carrière bij ASV Hinterbrühl in Mödling, maar vertrok op dertienjarige leeftijd naar Duitsland. Aldaar doorliep ze de jeugdopleiding en kwam ze via het tweede elftal in het eerste elftal van 1. FFC Turbine Potsdam terecht. 
In 2022 verhuurde 1. FFC Turbine Potsdam Höbinger aan FC Zürich. Met deze club werd ze kampioen van de Super League en won ze de Zwitserse beker. Later dat jaar maakte Höbinger de definitieve overstap naar FC Zürich. In haar tweede seizoen wist Höbinger opnieuw kampioen te worden met FC Zürich.
In juli 2023 maakte Höbinger de overstap naar Liverpool. Voor Liverpool maakte Höbinger haar debuut in een 0-1 overwinning in de uitwedstrijd tegen Arsenal in het Emirates Stadium. In de tweede wedstrijd, thuis tegen Aston Villa, maakte Höbinger haar eerste doelpunt voor Liverpool in de FA Women's Super League.

## Statistieken
| Seizoen    | Club                   | Land             | Competitie                                | Wedstrijden | Doelpunten |
| ---------- | ---------------------- | ---------------- | ----------------------------------------- | ----------- | ---------- |
| 2015       | Washington Spirit      | Verenigde Staten | National Women's Soccer League            | 12          | 4          |
| 2016-2020  | 1. FFC Turbine Potsdam | Duitsland        | Bundesliga                                | 71          | 6          |
| 2022-2023  | FC Zürich              | Zwitserland      | Super League (vrouwenvoetbal Zwitserland) | 19          | 4          |
| 2020-heden | Liverpool LFC          | Engeland         | FA Women's Super League                   | 8           | 3          |
| Totaal     | Totaal                 | Totaal           | Totaal                                    | 101         | 13         |

Laatste update: nov 2023

## Internationaal
Marie Höbinger maakte haar debuut voor het Oostenrijkse nationale team in november 2019. Al snel werd Höbinger een vaste waarde binnen het Oostenrijkse team.
In 2022 werd Höbinger geselecteerd voor het EK 2022. Met Oostenrijk wist Höbinger tot de achtste finales te komen waarin Duitsland met 2-0 te sterk was. Höbinger kwam in drie van de vier wedstrijden die Oostenrijk speelde in actie.